# بریجیتا بوکولی
بریجیتا بوکولی (ایتالیایی: Brigitta Boccoli؛ ۵ مهٔ ۱۹۷۲) یک هنرپیشه اهل ایتالیا است.